# Romeo Romanutti
Romeo Romanutti, né le 6 août 1926, à Split, au Royaume des Serbes, Croates et Slovènes et décédé le 31 décembre 2007, est un ancien joueur italien de basket-ball.

## Palmarès
- Champion d'Italie 1951, 1952, 1953, 1954, 1957, 1958
- Meilleur marqueur du championnat d'Italie 1950